# Vilhelm Munk Nielsen
Vilhelm Munk Nielsen (né au Danemark le 30 décembre 1955) est un joueur de football international danois.